# Klas Karlsson
Klas Karlsson född 1970 är en svensk tidigare orienterare. Karlsson tävlade ursprungligen för Gårdsby IK, senare IK Hakarpspojkarna. 
Karlsson nådde sina största framgångar som junior, som när han vann Nordiska juniormästerskapen 1990 i Fanö, Danmark. Redan som 18-åring deltog han i det svenska lag som vann junior-budkavlen i Nordiska Mästerskapen 1988 i Halmstad. Under säsongerna 1998-2000 var Karlsson med i A-landslagstruppen och sprang ett flertal World Cup-lopp.